# Доус, Найджел
На́йджел До́ус (англ. Nigel Dawes; род. 9 февраля 1985, Виннипег) — казахстанский хоккеист, нападающий. Также имеет канадское гражданство.

## Карьера

### Ранние годы
Начал карьеру в 2001 году в составе клуба WHL «Кутеней Айс», в котором за 4 сезона набрал 317 (178+139) очков в 294 проведённых матчах. Два года спустя на драфте НХЛ был выбран в 5 раунде под общим 149 номером клубом «Нью-Йорк Рейнджерс». В составе «Айс» становился победителем WHL, а также заслужил личное признание со стороны руководства лиги, в частности за его джентльменское поведение на льду. Более того, покидал клуб в качестве рекордсмена по количеству заброшенных шайб.

### НХЛ

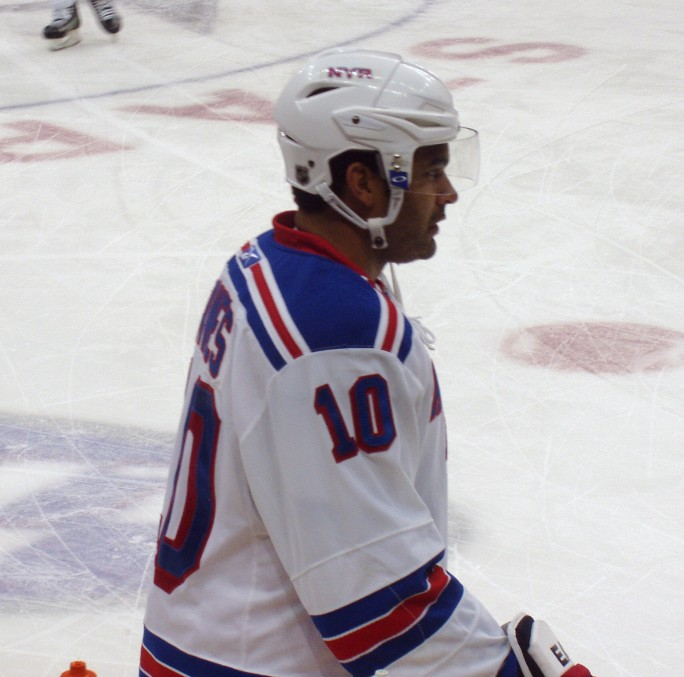
В составе «Нью-Йорк Рейнджерс»

1 сентября 2004 года после четырёх игр в составе фарм-клуба «рейнджеров» «Хартфорд Вулф Пэк», руководство команды приняло решение подписать с игроком его первый профессиональный контракт. После пары сезонов, проведённых в «Хартфорде», получил шанс дебютировать в НХЛ, забросив свою первую шайбу в лиге 21 октября 2006 года в ворота голкипера «Торонто Мейпл Лифс» Эндрю Рэйкрофта в матче, который завершился победой «Нью-Йорка» со счётом 5:4. После ещё нескольких игр Найджел был отправлен обратно в АХЛ, вернувшись в основной состав к последней шестой игре «рейнджеров» в плей-офф против «Баффало Сейбрз» в полуфинале Восточной конференции. Это была первая игра для Доуса в серии на выбывание; завершилась она со счётом 4:5 в пользу «клинков», а одна из шайб в ворота голкипера «Рейнджерс» Хенрика Лундквиста попала после рикошета от Найджела, который пытался блокировать бросок одного из хоккеистов «Баффало».
8 ноября 2007 года, спустя более чем год после первой заброшенной шайбы, сумел записать на свой счёт первую результативную передачу в НХЛ. Интересным фактом в сезоне 2007/08 являлось также то, что 4 из своих 14 заброшенных шайб в регулярном чемпионате Найджел отправил в ворота голкипера «Нью-Джерси Девилз» Мартина Бродёра, включая победный буллит в матче 19 марта, который впоследствии сам Бродёр назвал «случайным». В том сезоне был одним из основных исполнителей штрафных бросков в составе «Нью-Йорка», выиграв дуэль у вратарей в 4 из 7 попыток. Вообще сезон 2007/08 стал самым успешным за время его выступлений за «Рейнджерс» — он набрал 33 (16+17) очка в 71 матче, в некоторых матчах выходя на лёд во втором звене.
16 июля 2008 года продлил своё соглашение с клубом, подписав однолетний контракт на сумму $587,500, однако в середине сезона наряду с Дмитрием Калининым и Петром Прухой он был обменян в «Финикс Койотис». 20 июля 2009 года забран с драфта отказов «Калгари Флэймз», который заключил с ним двухлетнее соглашение на сумму $850,000. В составе «огоньков» Найджел провёл неплохой сезон, набрав 32 (14+18) очка в 66 матчах, тем не менее 8 сентября 2010 года права на него были переданы «Атланте Трэшерз», с которой он подписал двухсторонний контракт сроком на 1 год. В составе «Трэшерз» провёл лишь 9 матчей, большую часть времени выступая в фарм-клубе «Чикаго Вулвз», и 24 февраля 2011 года был обменян в «Монреаль Канадиенс».
В «Монреале» он также не получал много игрового времени, однако в АХЛ он исправно набирал очки.

### КХЛ
31 мая 2011 года заключил соглашение с клубом КХЛ «Барысом».
22 февраля 2013 года забросил четыре шайбы за 25 минут и 45 секунд в ворота челябинского «Трактора» в матче первого раунда плей-офф КХЛ, став первым хоккеистом в истории лиги, кому удалось забросить более трёх шайб в одном матче плей-офф. Кроме того, стал первым канадцем в КХЛ, забросившим за матч более трёх шайб. 1 ноября 2017 года стал первым в истории КХЛ хоккеистом, сделавшим 10 хет-триков.
В апреле 2018 года сообщил, что покинул «Барыс». Следующие два сезона был игроком «Автомобилиста». В регулярных сезонах КХЛ сыграл за «Автомобилист» 119 матчей, в которых набрал 119 очков (48+71).
В июле 2020 года «Ак Барс» подписал контракт с Доусом. 2 сентября 2020 года в первом матче сезона против ЦСКА сделал голевую передачу. 6 сентября 2020 года забросил первую шайбу за «Ак Барс» в КХЛ в игре против СКА (3:2 ОТ). В следующих трёх матчах также забрасывал по шайбе. 9 сентября 2020 года сыграл 500-й матч в регулярных сезонах КХЛ. 29 ноября 2020 года сделал 11-й хет-трик в КХЛ в игре против «Северстали» (5:2). 21 января 2021 года стал 4-м хоккеистом в истории КХЛ и первым игроком не из России, набравшим 500 очков в регулярных сезонах.
Всего он провел 543 игры в регулярных сезонах КХЛ и набрал 505 очков (267+238). В плей-офф сыграл 65 матчей и набрал 45 очков (26+19). Доус занимает второе место в списке лучших снайперов в истории КХЛ, уступая только Сергею Мозякину (419 голов).

### Адлер Мангейм
11 июня 2021 года 36-летний Доус подписал двухлетний контракт с немецким клубом «Адлер Мангейм». За два сезона он сыграл 90 матчей и набрал 66 очков (32+34). В плей-офф сыграл 6 матчей и набрал 6 очков (4+2). После завершения контракта 38-летний Доус объявил об уходе из профессионального хоккея.

### Международная
В составе сборной Канады принимал участие в молодёжных чемпионатах мира 2004 и 2005 годов, на первом из которых стал серебряным призёром, а также лучшим снайпером и бомбардиром турнира, а второй принёс ему золотые награды.
В 2016 году получил право играть за сборную Казахстана.

## Достижения
- Обладатель Брэд Хорнанг Трофи в 2004 году.
- Чемпион мира среди молодёжи 2005.
- Серебряный призёр молодёжного чемпионата мира 2004.
- Лучший снайпер и бомбардир чемпионата мира среди молодёжи 2004.
- Участник матча «Всех звёзд» АХЛ 2008.
- Лучший снайпер и бомбардир Группы A Первого дивизиона чемпионата мира 2017.
- Лучший снайпер КХЛ 2017/18.
- Шестикратный участник матча звёзд КХЛ: 2015, 2016, 2017, 2018, 2019, 2020

## Статистика
| Легенда | Легенда                    | Легенда | Легенда                   | Легенда | Легенда    |
| ------- | -------------------------- | ------- | ------------------------- | ------- | ---------- |
| И       | Количество проведённых игр | Штр     | Штрафное время            | +/−     | Плюс-минус |
| Г       | Голы                       | П       | Голевые передачи          | О       | Очки       |
| -       | Статистика неизвестна      | —       | Статистика не учитывалась |         |            |

### Хет-трики в КХЛ
1. 22 февраля 2013 (4 шайбы) — в ворота «Трактора» (5:3, в гостях), плей-офф Кубка Гагарина
2. 27 декабря 2013 — в ворота «Амура» (8:2, дома)
3. 4 сентября 2014 — в ворота «Салавата Юлаева» (5:4, дома)
4. 8 декабря 2014 — в ворота «Медвешчака» (5:3, в гостях)
5. 12 октября 2015 — в ворота «Адмирала» (5:3, дома)
6. 5 декабря 2015 — в ворота «Медвешчака» (6:1, дома)
7. 11 января 2016 — в ворота «Лады» (4:1, в гостях)
8. 25 декабря 2016 — в ворота «Металлурга» Мг (5:3, дома)
9. 5 сентября 2017 — в ворота «Салавата Юлаева» (5:3, в гостях)
10. 1 ноября 2017 — в ворота «Слована» (5:2, дома)
11. 29 ноября 2020 — в ворота «Северстали» (5:2, дома)

## Личная жизнь
Женат. Супруга Кейси, когда он играл за «Барыс», жила вместе с мужем в Астане. У Кейси и Найджела есть сын Бенсон, родившийся в 2015 году.